# Michel Welter

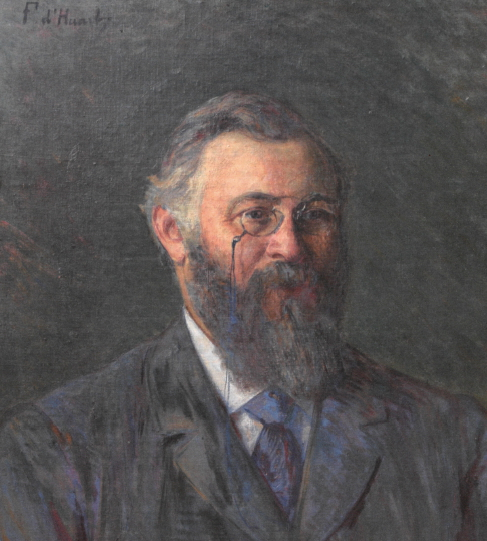
Dr Michel Welter; portrait door Ferdinand d'Huart.

Michel Welter (Heiderscheid, 21 maart 1859 - Mondorf-les-Bains, 22 april 1924) was een Luxemburgs politicus.

## Achtergrond, opleiding en vroege carrière
Michel Welter kwam uit een eenvoudige familie. Vijf van zijn broers zouden later naar de Verenigde Staten emigreren. Michel Welter volgde onderwijs aan het Atheneum van Luxemburg en studeerde daarna medicijnen in Luik, Parijs, Straatsburg, Württemberg, Berlijn, München, Praag en Wenen. Reeds in zij studententijd werd hij socialist en onderhield briefwisselingen met de Franse socialist Jean Jaurès, de Duitse socialisten Karl Liebknecht en August Bebel en de Belgische socialist Emile Vandervelde.
Michel Welter vestigde zich na zijn afstuderen als arts in Esch-sur-Alzette. Esch-sur-Alzette, de hoofdstad van het gelijknamige kanton, was het centrum van de zware industrie in het Groothertogdom Luxemburg. Hier werkten, verstoken van sociale voorzieningen, de arbeiders in de staalindustrie. Als socialist zette Welter zich in voor de rechten van de arbeiders en stelde samen met gelijkgezinden, zoals Caspar Mathias Spoo en Bernard Krach een programma op waarin beter arbeidsvoorwaarden en sociale voorzieningen de boventoon voerden.
In 1889 bezocht Michel Welter de oprichtingsvergadering van de Tweede Internationale te Parijs.
Michel Welter werd in 1896 als socialistische kandidaat voor het Kanton Esch-sur-Alzette in de Kamer van Afgevaardigden (het Luxemburgse parlement) gekozen. Veel stemmen van de arbeiders kreeg hij niet, deze hadden immers als gevolg van het censuskiesrecht (kiesrecht voorbehouden aan mannen met een bepaald inkomen) geen kiesrecht. Vanuit de Kamer zette hij zich in voor de invoering van het algemeen kiesrecht voor mannen en vrouwen en sociale voorzieningen. Hij verzette zich ook tegen de macht van de baronnen en notabelen. Ook was hij een voorstander van het terugdringen van de invloed van de Rooms-Katholieke Kerk in het openbare leven.

## Medeoprichter van de Sociaaldemocratische Partij
Michel Welter was op 5 januari 1902 een van de oprichters van de Sociaaldemocratische Partij van Luxemburg (PSD/SPL), de voorloper van de huidige Lëtzebuerger Sozialistesch Aarbechterpartei (LSAP). De PSD was groot voorstander van de secularisatie van het onderwijs, de invoering van het algemeen kiesrecht en uitgebreide sociale voorzieningen. De PSD streefde naar een langzame transformatie van een kapitalistisch Luxemburg naar een socialistisch Luxemburg.

## Minister
Tijdens de Eerste Wereldoorlog werd Victor Thorn, een partijloze liberaal, door groothertogin Maria Adelheid belast met de vorming van een Regering van Nationale Eenheid. Op 24 februari 1916 kwam deze regering tot stand en bestond uit twee liberalen, twee conservatieven en één socialist. Deze socialist was Michel Welter die directeur-generaal (dat wil zeggen minister) van Landbouw, Industrie en Handel. Welter werd hiermee de tweede socialistische minister in de geschiedenis van Luxemburg. Welters voornaamste taak was het uitvoeren van de nieuwe levensmiddelenpolitiek. Bonkaarten deden hun intrede en er werden beperkte rantsoenen ingevoerd. Welter werd ervan beschuldigd het beleid niet goed uit te dragen en ook de Kamer van Afgevaardigden keerde zich tegen de levensmiddelenpolitiek. Op 23 december 1916 werd Welter door de Kamer naar huis gestuurd. Zijn opvolger als directeur-generaal van Landbouw, Industrie en Handel werd partijgenoot Ernest Leclère, die al eerder in 1915 minister was geweest.
Michel Welter was in november 1918 lid van de Arbeiders- en Boerenraad die gedomineerd werd door leiders van de Sociaaldemocratische Partij (PSD), vakbondsleiders en enkele politici van andere partijen. De Arbeiders- en Boerenraad streefde naar de invoering van de achturige werkdag en het algemeen kiesrecht, nationalisering van de staalindustrie en de afschaffing van de monarchie. De instelling van de republiek bleef echter achterwege, evenals de nationalisering van de staalindustrie. Het algemeen kiesrecht werd echter wel ingevoerd (1919) en bij de parlementsverkiezingen van oktober 1919, de eerste op basis van het algemeen kiesrecht voor mannen en vrouwen werd een groot succes voor de PSD. Welter werd evenwel niet in de Kamer herkozen. Hij kwam uiteindelijk toch in de Kamer nadat Kamerlid Schettlé zijn zetel afstond aan Welter.

## Laatste levensjaren en dood
Michel Welters gezondheid ging in het begin van de jaren 20 achteruit. Hij vestigde zich in 1922 met zijn familie in Mondorf-les-Bains (Bad-Mondorf) in het zuiden van Luxemburg. In Mondorf-les-Bains was een kuuroord gevestigd en Welter onderging diverse kuren. Hij overleed op 19 maart 1924, op 75-jarige leeftijd.

## Journalistieke bezigheden
Michel Welter was ook een journalist en was van 1896 tot 1897 journalist bij de [[Escher Courier, van 1897 tot 1900 bij de Patriot, van 1898 tot 1900]] bij het Escher Volksblatt, van 1902 tot 1913 bij het Escher Journal en van 1909 tot 1912 bij de Frankfurter Zeitung. Als journalist raakte hij meerdere malen in conflict met de rooms-katholieke krant, Luxemburger Wort.
Van 1913 tot 1916 was Michel Welter hoofdredacteur van het Escher Tageblatt.

## Verwijzingen
1. ↑  Massard, J.A. & R. Thill, 2021. Das Geburtsdatum von Dr. Michel Welter (1859-1924). Published online. Gearchiveerd op 28 juni 2023.
2. 1 2  Tatsachen aus der Geschichte des Landes Luxemburg, door: Dr. P.J. Muller (1968), blz. 266
3. ↑  Tatsachen aus der Geschichte des Luxemburger Landes, door: Dr. P.J. Muller (1968), blz. 324
4. ↑  Tatsachen aus der Geschichte des Luxemburger Landes, door: Dr. P.J. Muller (1968), blz. 344
5. ↑  Eerder was Ernest Leclère (1915) minister geweest
6. ↑  Tatsachen aus der Geschichte des Luxemburger Landes, door: Dr. P.J. Muller (1968), blz. 346
7. ↑  Tatsachen aus der Geschichte des Luxemburger Landes, door: Dr. P.J. Muller (1968), blz. 352
8. 1 2  Tatsachen aus der Geschichte des Luxemburger Landes, door: Dr. P.J. Muller (1968), blz. 362

- Bibliothèque nationale de France: cb17036115h (data)
- Gemeinsame Normdatei: 1080039791
- International Standard Name Identifier: 0000 0004 5762 747X
- Nationale Bibliotheek van Tsjechië: jo2017973363
- Système universitaire de documentation: 202886778
- Virtual International Authority File: 61145003880161340485